# はらみこ
『はらみこ』は2009年4月24日にSelenより発売された18禁恋愛アドベンチャーゲームである。

## 概要
2008年9月21日発売の『TECH GIAN』（エンターブレイン）11月号で製作が発表され、同日公式サイトがオープンした。凌辱系、調教系の多いSelenが、『借金姉妹2』のような派生作品としてではなく、始めから純愛系として製作した作品である。SDキャラによるアニメーションCGが豊富である。4月24日に発売された初回限定プレミアム版には、オリジナルサウンドトラックが同梱された。

## ストーリー
天野晴人は両親が海外出張へ出かけたため、幼なじみである神坂家が住む朱山神社（あかやまじんじゃ）に居候している。美人姉妹である舞、由宇との同居を周囲は羨んでいる。さらに、朱山神社の分社にあたる御山神社（みやまじんじゃ）が放火されたため、神社の宮司である宮代家の美人姉妹、美春と伊織が同居することになった。しかも舞たちの父親は御山神社が復興するまで手伝うためしばらく向こうへいることに。男1人に女4人がひとつ屋根の下に住むという状況に晴人はわくわくする。
そんなある日、舞たちの父親の弟、つまり叔父が10年ぶりに現れた。子宝が授からない叔父の頼みにより、舞たちは「神招きの儀」を行うことになる。儀式を行う「甲子の日」の午前にリハーサルが行われた。舞、由宇、美春、伊織という4人の巫女のうちの3人が舞を踊り、残り1人と晴人が夫婦の役をやることに。ところが、美春が本物の鈴を置いていたことから、本物の神様を呼び出してしまった。朱山神社の祭神である咲守比売命は、勘違いで晴人たちに「子作りの加護」を授けてしまった。
「子作りの加護」は、ある程度の時間が経つと発動し、男は絶倫に、女は排卵状態になる。「本発動」してしまうと相手も発動してしまい、男の精液を女の子宮で受け止めない限り加護が収まらない。加護が発動するには男女で多少のズレがあり、発動から本発動するまでの30～60分の猶予の間に、相手からの手淫や口などによって欲望を発散すれば、加護はとりあえず収まる。この加護は自慰では収まらない。無理に加護を我慢し続けると、二度と子供が作れない体になってしまう。子供が授かると、加護は消える。加護がいつ発動するかは、個人差もあってまったくわからない。
晴人たちは加護を解除させようとするが、儀式のときに晴人が転んで祭具の鏡にひびを入れてしまったため、加護が変質してしまい、解除に時間がかかるとのこと。そのため加護を受けた2人は、発動するたびに相手の欲望を発散させることになった。

## 登場人物
天野 晴人（あまの はるひと）
声：なし
主人公。赤峰学園2年生。父親が3年の任期で海外出張へ行き、母親も着いていったが、日本へ残ると主張。一人暮らしでは自堕落な生活になるからと神坂家に預けられ、居候することになる。神坂家と天野家は親同士の仲がよく、舞や由宇とも小さい頃から家族のように育ってきた。そのため、二人に対する恋愛感情は持ち合わせていない。
お調子者でスケベ。容姿も学業も運動もあと一歩というところであり、取り柄らしい取り柄はない。だらしない性格だが、料理は結構美味しい。好物は豆腐。
常識人ではあるが、なぜかトラブルメーカーでもあり、騒動をたびたび引き起こしている。
神坂 舞（かみさか まい）
声：木村あやか → 手塚まき
身長161cm。体重49kg。B88/W57/H90。
晴人の幼なじみ。赤峰学園3年生。晴人とは互いに呼び捨て。朱山神社で巫女の仕事を手伝っており、将来は神社を継ぐべく神道学科のある大学を目指すとともに、歴史の古い神社の伝統を守ろうと、日々修行に励んでいる。
美人で成績優秀、運動神経抜群と三拍子そろった才色兼備で、学園では憧れの存在。真面目で責任が強く、自分に厳しい。そのため融通の利かないところがある。世話好きで口やかましいところがあり、他人にも厳しい。特に晴人に対してはスパルタのレベルに達している。ただし、妹の由宇にはとても甘い。
当初は木村あやかが声優に予定されていたが、急病となったため、手塚まきに交代された。既に木村による体験版が公開されていたが、手塚の収録完了後に取り替えられた。またサンプルボイスなども公開中止となった。ゲームの予約特典であるドラマCDには、手塚バージョンの他に木村バージョンも収録されている。
神坂 由宇（かみさか ゆう）
声：有栖川みや美
身長152cm。体重43kg。B82/W54/H83。
晴人の幼なじみ。赤峰学園2年生。晴人とは小さい頃からずっと同じクラス。晴人のことは「はるくん」と呼んでいる。母親が亡くなっているため、神坂家では主に家事を担当しているが、時には巫女の仕事も手伝う。体が少し弱く、時々保健室のお世話になっている。好物はドーナツ。
姉とは違って可愛らしいタイプ。おっとりとした優しげな雰囲気を漂わせている。誰に対しても優しくて面倒見もよいため、学園では男女問わず好かれている。そのため、告白してくる男は多いが、そのいずれも断っている。
実は晴人のことが好きだが、側にいられれば満足と思っており、自分から告白しようとは思っていない。また舞も、由宇が晴人のことを好きなのは知っている。
宮代 美春（みやしろ みはる）
声：西野みく
身長158cm。体重51kg。B92/W58/H89。
神坂家とは遠戚である宮代家の長女で、舞とは同い年であり、転校してクラスメートとなる。
のんびり屋のマイペースであり、天然ボケなところがある。その独特な感覚に、周囲が振り回されることもしばしば。プリンが大好物であり、毎日巨大なプリンを作っている。アルコールには極端に弱く、ケーキのスポンジに使われている程度の量でも酔っぱらい、周囲の人に絡み出す。伊織のことが大好きであり、よく抱きついたり甘えたりしている。しかしいざというときは姉らしい一面も見せる。成績は全国模試で上位に入るほど。
宮代家は代々神社の宮司を務めており、朱山神社の分社にあたる御山神社を管理している。宮代家の跡継ぎは、朱山神社で一年間奉職するしきたりがある。本来なら神職の資格を取ってから朱山神社に来る予定であったが、御山神社が放火されてしまったため、再建するまでの仮住まいを探す必要があった。両親は小さなアパートを借りて住むことになったが、美春と伊織は神坂家に居候させてもらい、奉職を前倒しして行うこととなった。
宮代 伊織（みやしろ いおり）
声：みすみ
身長149cm。体重38kg。B75/W51/H78。
美春の一つ年下の妹。転校して晴人や由宇とクラスメートになる。ツインテールが特徴。ツンデレ。
短気で勝ち気でワガママ。怒るとすぐに手が出る。物事を考えずに行動することがあり、結果としてそれがトラブルとなることも多い。口が悪く、態度もでかいが、意外と純情である。猫と遊ぶことが大好き。
背が小さく、胸がないことにコンプレックスを持っている。そのことに触れられると激怒する。
咲守比売命（さきもりひめのみこと）
声：春乃伊吹
朱山神社の祭神。子宝の神様。名前が長いので、「咲」「咲ちゃん」と呼ばれている。手の平サイズでいつも浮いている。外見は和服を着た小さな子供だが、実際は何百年も生きている。そのため古風なところはあるが、年寄り扱いされると不機嫌になる。怒ったときは指先から雷を落とす。
少々ドジなところがあり、周囲の声を聞かず行動することがある。変質した加護を解除するための解析を行うため、この世界に留まっている。普段は晴人の部屋でマンガばかり読み、おかずを取り合い、お菓子をむさぼるなど、とても神様とは思えない行動ばかりしている。
叔父（おじ）
声：なし
舞たちの父親の弟。神職として朱山神社で働いていたが、退屈な毎日に不満を持ち、10年前に神社の金を盗んで失踪。遠く離れた街で会社を興した。商才はあったため、業績は順調に伸びている。
結婚したが子供ができなかったため、あらゆる方法を示したが失敗。そしてとうとう神頼みをするべく、朱山神社に伝わる「神招きの儀」を自ら執り行おうと神社に忍び込み、儀式の方法が記された文献を盗み出そうとして、晴人に捕まった。今回の事件の発端である。
なお子供ができなかった原因は、神社から金を盗んだことによる罰であった。
立ち絵はなく、名前も出てこない。

## 主題歌
- fickle
  - 歌：KOTOKO
  - 作詞：KOTOKO
  - 作曲・編曲：井内舞子

## スタッフ
- 原画・キャラクターデザイン
  - 奧間まさみ：神坂舞、由宇
  - 鈴森ほたる：宮代美春、伊織、咲守比売命
- SD原画：鈴森ほたる
- シナリオ：松原和也・遥音駆
- 主題歌・BGM：I've
- ムービー：えん（Mju:z）

## 関連商品

### ノベル
- 『はらみこ』（パラダイム） ※18禁
  - 神坂姉妹編：2009年7月30日発売　ISBN 978-4-89490-928-1
  - 宮代姉妹編：2009年9月17日発売　ISBN 978-4-89490-936-6

原作：Selen　著者：緒莉　原画：奥間まさみ・鈴森ほたる
加護を受けるのが晴人と姉妹の3人になっている。